# Stefaniola completa
Stefaniola completa är en tvåvingeart som beskrevs av Fedotova 1992. Stefaniola completa ingår i släktet Stefaniola och familjen gallmyggor.
Artens utbredningsområde är Turkmenistan. Inga underarter finns listade i Catalogue of Life.